# Sabana (Luquillo)
Sabana es un barrio ubicado en el municipio de Luquillo en el estado libre asociado de Puerto Rico. En el Censo de 2010 tenía una población de 2352 habitantes y una densidad poblacional de 116,96 personas por km².

## Geografía
Sabana se encuentra ubicado en las coordenadas 18°19′2″N 65°44′10″O / 18.31722, -65.73611. Según la Oficina del Censo de los Estados Unidos, Sabana tiene una superficie total de 20.11 km², de la cual 20.09 km² corresponden a tierra firme y (0.09%) 0.02 km² es agua.

## Demografía
Según el censo de 2010, había 2352 personas residiendo en Sabana. La densidad de población era de 116,96 hab./km². De los 2352 habitantes, Sabana estaba compuesto por el 72.24% blancos, el 18.07% eran afroamericanos, el 0.17% eran amerindios, el 7.02% eran de otras razas y el 2.51% pertenecían a dos o más razas. Del total de la población el 98.55% eran hispanos o latinos de cualquier raza.